# 陳光耀

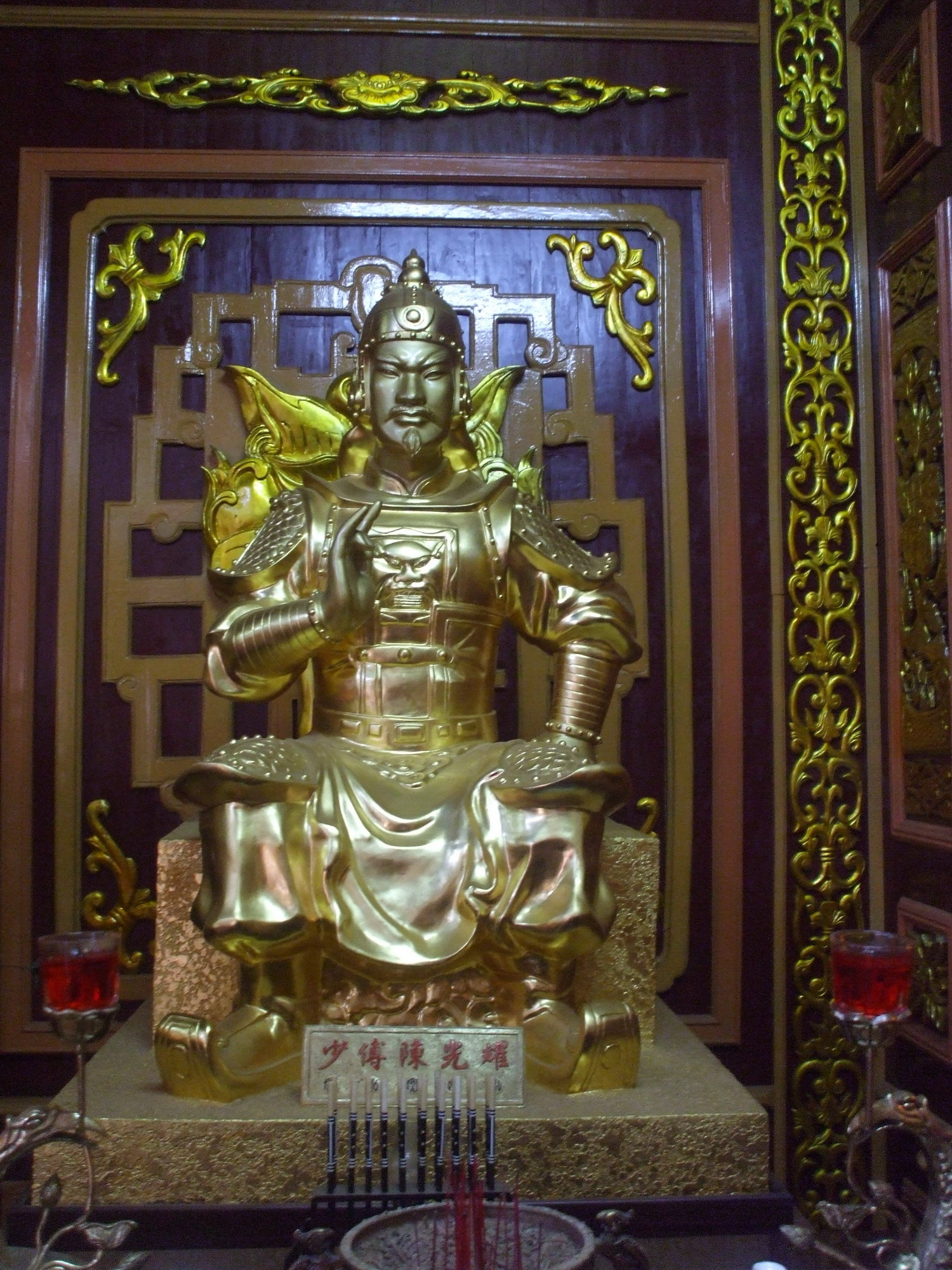
ビンディン省タイソン県、光中博物館の陳光耀像

陳光耀（チャン・クアン・ジェウ、ベトナム語：Trần Quang Diệu / 陳光耀、？－1802年）は、西山朝で活躍したベトナムの人物。武文勇・武廷秀・阮文雪・黎文興・李文宝・阮文禄と並んで「西山七虎将（ベトナム語：Tây Sơn thất hổ tướng）」と称された。

## 生涯
若い頃については不明な点も多く、生まれはビンディン省ホアイアン県、クアンガイ省モードゥク県、ダナンの3説がある。
1771年、阮文岳・阮文侶・阮文恵の三兄弟が西山党の乱を起こすと陳光耀も駆けつけたが、途中で虎に襲われ、まさにその危急のとき裴氏春に助けられたという。ふたりはそのまま西山党の乱に参加し、阮文岳が媒酌人となって夫婦となった。以降ふたりは西山党の名将として名を馳せることになる。
1789年、ドンダーの戦いに出陣、阮文恵のもとで作戦に当たる。清朝の軍を撃退したあと、陳光耀は乂安（ゲアン省）の総督に任じられる。1792年、朝貢を怠った哀牢（現在のラオス）を攻めるために派遣された際には多くの財宝・馬・象などを持ち帰った。
1792年、阮文恵が世を去ると、子の阮光纘がわずか10歳で帝位を継いだため、少傅に任じられ、太師の裴得宣、大司徒の武文勇を輔けた。陳光耀と武文勇が戦のために軍を率いると、裴得宣が政務を独占した。
1795年には陳光耀は延慶城を包囲。広南阮氏の将の武性の勇戦に苦しめられ、城を落とすには至らなかった。このころ朝廷では、裴得宣が武文勇の兵権を抑えようとして、逆に武文勇に殺される事件が起こった。陳光耀はこれを知ると朝廷に戻り武文勇に対抗したが、後に阮光纘によって講和。陳光耀も入朝し、武文勇・阮文訓・阮文名（阮文賜とも）とともに四柱大臣として政務を摂った。
1799年、阮福映の軍が大挙して帰仁城（クイニョン）に進攻すると、陳光耀と武文勇は前線支援を任じられた。戦いでは阮文誠が倒れ、武文勇の軍が大敗したため、帰仁城は陥落した。阮光纘はこの敗北を知ると、茶曲（現在のクアンガイ省チャーボン県）で督戦したが、敗北に伴い帰朝した。陳光耀と武文勇は廣南（クアンナム）で守りを固めた。
1800年、陳光耀と武文勇は帰仁城を攻めたが、立てこもる敵は攻略できなかった。1802年、阮光纘が昇龍（現在のハノイ）へ退いたあと二人は帰仁城の攻略を諦め、阮光纘と合流するために北上の準備に取り掛かった。陳光耀と武文勇は哀牢を通り、香山（現在のハティン省フオンソン県）を突破して昇龍へと北上しようとしたが、乂安（ゲアン）も陥落し、陳光耀はついに裴氏春とともに清彰（現在のハティン省タインチュオン県）に落ち延び、夫婦共に捕虜となった。
西山朝の滅亡後、陳光耀は富春（現在のフエ）に連行され、他の将軍たちとともにさらし首にされた。彼はベトナムの歴史上もっとも優れた英雄の一人とされ、クイニョン市には彼の名前を冠した坊があり、ベトナムの多くの都市に彼の名を冠した通りがある。